# Hans Christoph von Gemmingen (1544–1596)
Hans Christoph von Gemmingen (* 1544; † 1596 in Liebenfels) war Grundherr in Liebenfels.

## Leben
Er war ein Sohn des Hans Dietrich von Gemmingen (1516–1566) und der Magdalena Mundpratt von Spiegelberg († 1566) aus der Linie Steinegg der Freiherren von Gemmingen. Der Vater hatte aus dem Besitz der Mundpratt von 1551 bis 1555 mit der Herrschaft Weinfelden bereits Besitz im Thurgau gehabt. Hans Christoph erwarb 1572, 1574 oder 1578 die Burg Liebenfels und versuchte anschließend durch Zukäufe, seinen Thurgauer Besitz abzurunden. Mit der Herrschaft Liebenfels blieb die Kollatur der Schlosskapelle im vor dem Verkauf an die Gemmingen aus der Herrschaft herausgelösten Gündelhart verbunden.
Zu seiner Zeit als Burgherr auf Liebenfels ließ er verschiedene Baumaßnahmen durchführen. So ließ er den gegen das Vorwerk gewandten Vorhof teilweise überbauen und den massiven Anbau nach Süden mit seinen gewölbten Kellern aufrichten. Er starb in Liebenfels und wurde in Ermatingen begraben.
Hans Christophs Engagement im Bodenseeraum steht innerhalb der Familie nicht singulär. Seine entfernten Verwandten aus der Linie Gemmingen-Bürg haben 1575 auch wieder die Herrschaft Weinfelden erworben, ein näherer Verwandter aus der Linie Steinegg, Georg von Gemmingen, war ab 1584 Deutschordenskomtur auf der Mainau. Der Thurgauer Besitz der Gemmingens blieb jedoch Episode. Die Herrschaft Weinfelden kam bereits 1614 an die Stadt Zürich, Hans Christophs Besitz in Liebenfels kam an den einzigen weltlichen und zu Jahren gekommenen Sohn Johann, Obervogt in Rötteln. Dieser blieb ohne Nachkommen, seinen Besitz haben die Erben 1654 an das Kloster St. Urban verkauft.

## Familie
Er war in erster Ehe verheiratet mit Anna Maria von Ow († 1582) und ging nach deren Tod eine zweite Ehe mit Margaretha von Jahrsdorf († 1591) ein.
Nachkommen:
- Georg (1569–1584), Johanniter, starb vor Antwerpen
- Otto (1570–1609), Johanniter, fiel in Malta
- Christoph (1571–1616), Dompropst in Augsburg
- Eberhard (1573–1591), zog als Soldat nach Frankreich und starb dort
- Maria Magdalena (1575–1587)
- Maria Jakobe (1577–1616) ⚭ Christoph von Bayern
- Sebastian (*/† 1579), mit zwei ungetauften Schwestern in der Pfarrkirche von Ermatingen bestattet
- Johann (1590–1652/54) ⚭ Johanna von Hornstein zu Grüningen